# خط طول 95° شرق
خط طول 95° شرق هو أحد خطوط الطول الجغرافية، والتي تمتد من القطب الشمالي الجغرافي إلى القطب الجنوبي الجغرافي، وحسب التحويل الزمني يتقدم خط طول 95° شرق عن خط غرينتش بـ6 ساعة و20 دقيقة.

## من القطب إلى القطب
ينطلق خط طول 95° شرق من القطب الشمالي نحو القطب الجنوبي مرورا بالمناطق التي ترد في الجدول التالي:
| الإحداثيات                         | البلد أو الإقليم أو البحر | ملاحظات |
| ---------------------------------- | ------------------------- | --- |
| 90°0′N 95°0′E / 90.000°N 95.000°E  | المحيط المتجمد الشمالي    | |
| 81°8′N 95°0′E / 81.133°N 95.000°E  | روسيا                     | جزيرة كومسوموليتس، سيفيرينيا زيمليا، كراسنويارسك كراي |
| 80°0′N 95°0′E / 80.000°N 95.000°E  | Red Army Strait           | |
| 80°6′N 95°0′E / 80.100°N 95.000°E  | روسيا                     | Cape October — جزيرة ثورة أكتوبر، سيفيرينيا زيمليا، كراسنويارسك كراي                                                                                                 |
| 79°2′N 95°0′E / 79.033°N 95.000°E  | بحر كارا                  | |
| 76°40′N 95°0′E / 76.667°N 95.000°E | روسيا                     | Nordenskiöld Archipelago وتايميار، كراسنويارسك كراي توفا — من 53°22′N 95°0′E / 53.367°N 95.000°E                                                                     |
| 50°3′N 95°0′E / 50.050°N 95.000°E  | منغوليا                   | |
| 44°15′N 95°0′E / 44.250°N 95.000°E | جمهورية الصين الشعبية     | سنجان قانسو — من 41°45′N 95°0′E / 41.750°N 95.000°E تشينغهاي — من 38°25′N 95°0′E / 38.417°N 95.000°E منطقة التبت ذاتية الحكم — من 32°19′N 95°0′E / 32.317°N 95.000°E |
| 29°8′N 95°0′E / 29.133°N 95.000°E  | الهند                     | أروناجل برديش — partly تملكه جمهورية الصين الشعبية · آسام — من 27°46′N 95°0′E / 27.767°N 95.000°E · ناجالاند — من 26°55′N 95°0′E / 26.917°N 95.000°E                 |
| 25°43′N 95°0′E / 25.717°N 95.000°E | ميانمار (Burma)           | |
| 15°47′N 95°0′E / 15.783°N 95.000°E | المحيط الهندي             | مرورا بغرب the جزر Breueh وسومطرة, إندونيسيا |
| 60°0′S 95°0′E / 60.000°S 95.000°E  | المحيط الجنوبي            | |
| 66°14′S 95°0′E / 66.233°S 95.000°E | القارة القطبية الجنوبية   | الإقليم الأسترالي في القارة القطبية الجنوبية، المطالب الإقليمية بالقارة القطبية الجنوبية by أستراليا                                                                 |